# Brody (powiat nowotomyski)
Brody (dawn. Bródki) – wieś sołecka w Polsce położona w województwie wielkopolskim, w powiecie nowotomyskim, w gminie Lwówek.
Położone 8 km na wschód od Lwówka, na lewym brzegu Mogilnicy.

## Historia
Brody swoją nazwę zawdzięczają brodowi przez bagna, przy którym wzniesiono gród kasztelański. Przechodził nim szlak handlowy łączący Polskę z Niemcami. Była to najbardziej naturalna, wyznaczona przez przyrodę droga.
Okolice wsi były od dawna zamieszkane, o czym zaświadczają liczne znaleziska archeologiczne, począwszy od neolitu. Tutejszy gród istniejący od VII w. W XIII w. stał się grodem kasztelańskim (pozostało po nim owalne grodzisko o wymiarach 15x30 m, ukryte w kępie krzewów, 300 m od miejsca, gdzie droga Bródki-Marszewo przekracza Mogilnicę, 3 km na płd.-wsch. od obecnej wsi). Pierwsza wzmianka pisana o Brodach pochodzi z 1250 roku. Należały one początkowo do Leszczyców, później część dóbr przeszła na Łodzów – używali oni nazwiska Brodzki. Od poł. XVIII w. Brody należały do Sczanieckich. W Brodach urodziła się w 1804 r. Emilia Sczaniecka.
W okresie Wielkiego Księstwa Poznańskiego (1815–1848) miejscowość wzmiankowana jako Brody należała do wsi większych w ówczesnym powiecie bukowskim, który dzielił się na cztery okręgi (bukowski, grodziski, lutomyślski oraz lwowkowski). Brody należały do okręgu lwowkowskiego i stanowiły siedzibę majątku Brody, którego właścicielem był wówczas Konstanty Sczaniecki. W skład majątku Brody wchodziło łącznie 5 wsi (Brody, Helena, Brodki, folwarki: Marszewo i Zygmuntowo). Według spisu urzędowego z 1837 roku Brody liczyły 570 mieszkańców i 58 dymów (domostw).
W latach 1827–1863 właścicielem majątku był Konstanty Sczaniecki, kapitan jazdy poznańskiej w powstaniu listopadowym, więzień stanu w 1846 r. Od 1874 r. właścicielami była niemiecka rodzina Pflug, która w 1910 r. od czasu nobilitacji nazywali się von Pflug.
Przez Brody dawniej przejeżdżała kolej wąskotorowa, obecnie tory są rozebrane. W Brodach w latach 1670–1673. powstał piękny kościół św. Andrzeja Apostoła. W Brodach działa Ochotnicza Straż Pożarna. Obecnie w budynku dawnej poczty jest mieszkanie. Najbliższa poczta jest w Lwówku, a w Brodach sprawnie działa agencja pocztowa.
W latach 1954–1971 wieś należała i była siedzibą władz gromady Brody, po jej zniesieniu w gromadzie Lwówek. W latach 1975–1998 miejscowość należała administracyjnie do województwa poznańskiego.

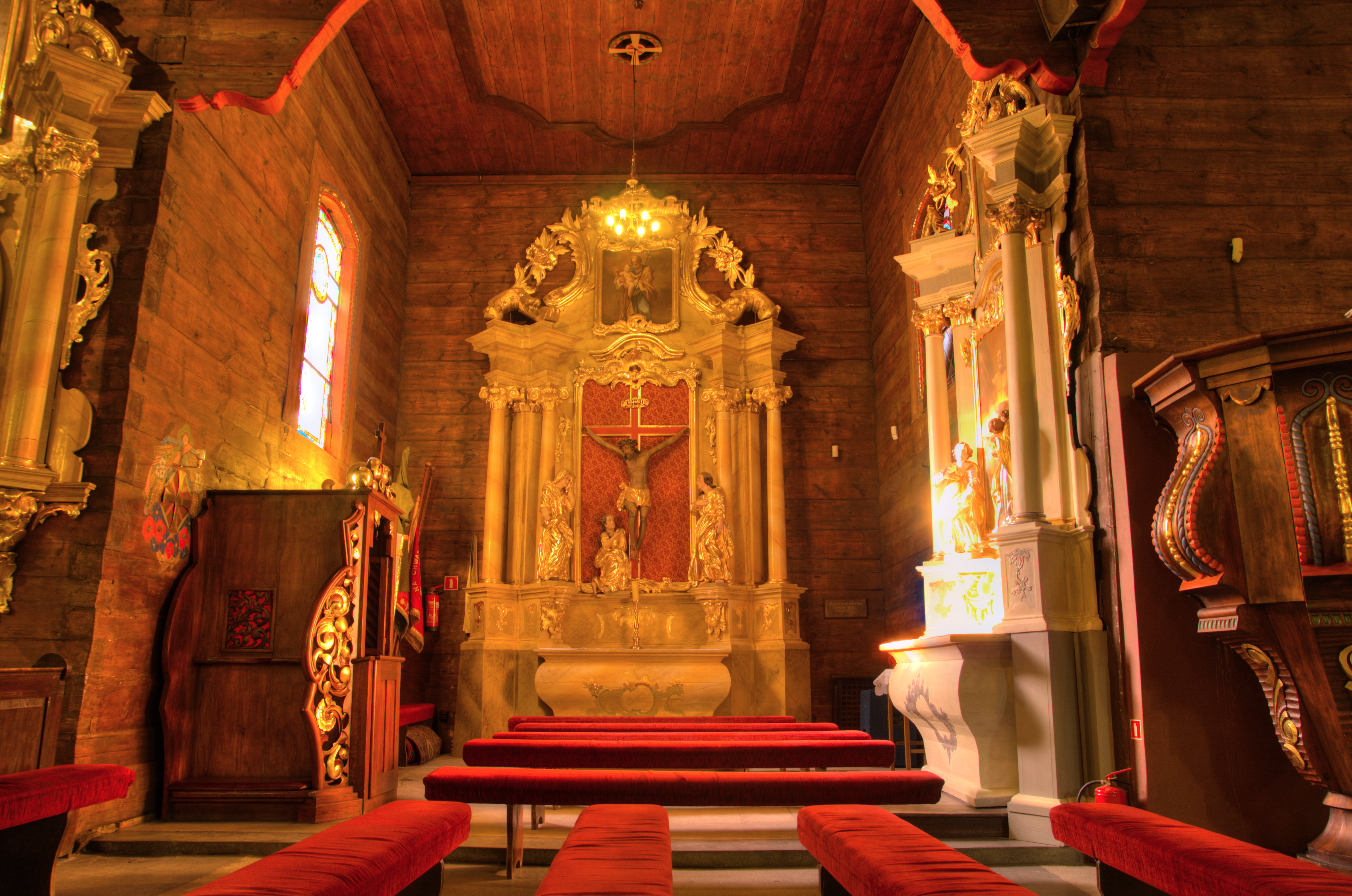
Wnętrze kościoła św. Andrzeja

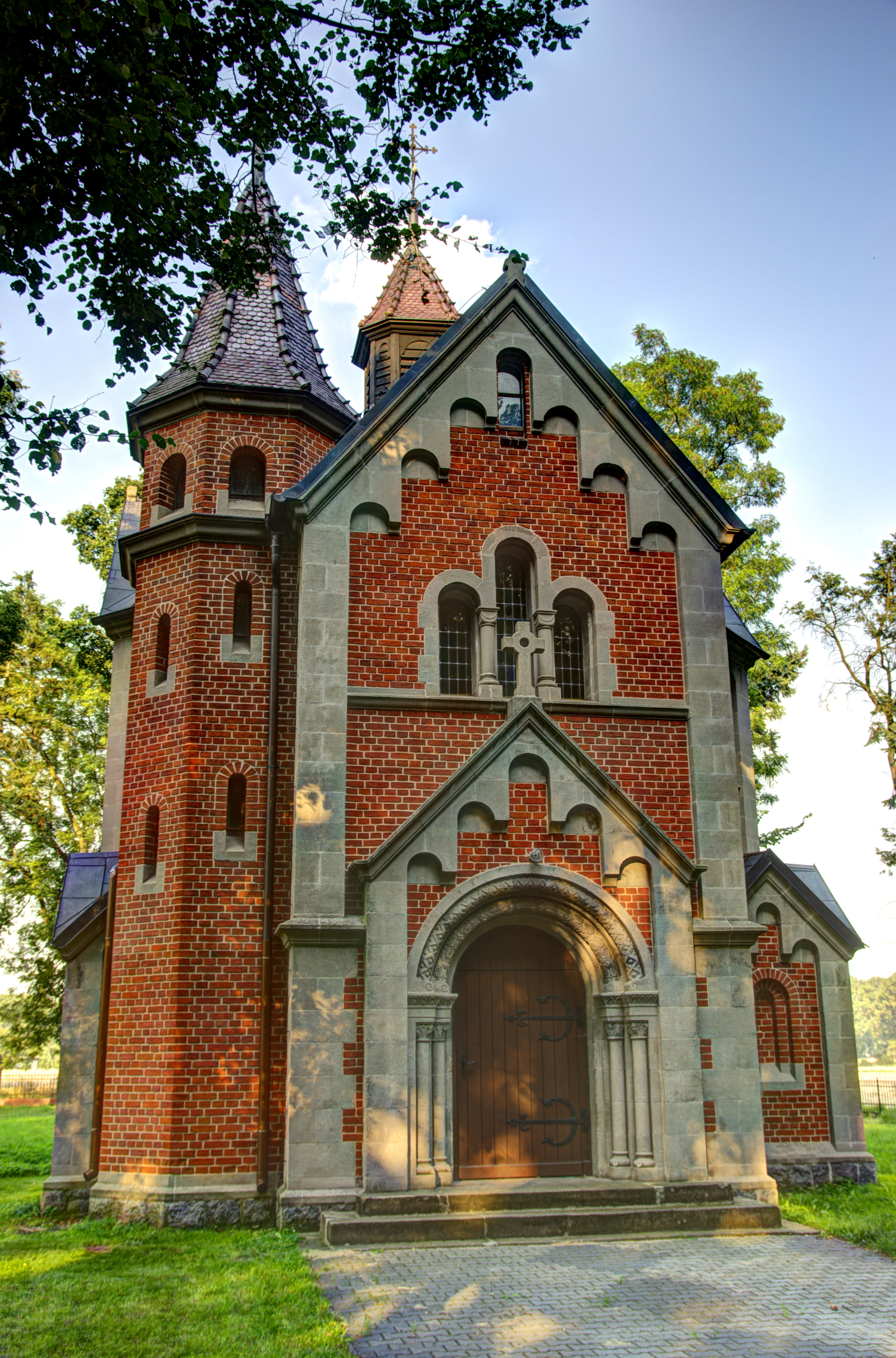
Kaplica pałacowa

## Zabytki opis
Kościół parafialny św. Andrzeja w Brodach, który stanowi jeden z cenniejszych zabytków budowlanych drewnianego w Wielkopolsce wznosi się pośrodku wsi. Drewniany kościół jest konstrukcji zrębowej, jednonawowy z kaplicami, nakryty wysokimi dachami gontowymi. Kościół otacza cmentarz przykościelny, zadrzewiony klonami, lipami i kasztanowcami wśród których zwraca szczególną uwagę rosnąca nieopodal wieży kościoła lipa szerokolistna- pomnik przyrody. Po płd. stronie kościoła w 1933 r. wzniesiono okazały pomnik z ciosów granitowych upamiętniający poległych w I wojnie światowej i w powstaniu wielkopolskim, później uzupełniony o tablicę z nazwiskami ofiar II wojny światowej. Obok usytuowana jest drewniana XVII-wieczna dzwonnica, gruntownie odnowiona w 1948 r. W pobliżu kościoła znajduje się też murowana plebania, zbudowana w latach 1932–1934. Kaplica poewangelicka św. Krzyża zbudowana została na początku XX w.
Pałac w Brodach położony w parku krajobrazowym, w płn. części wsi, zbudowany ok. 1890 r. dla Paula von Pfluga, rozbudowany ok. 1900 r. przez dodanie okazałej sali balowej. Park rozplanowano na początku XIX w. i uporządkowano w latach 70. XX w. W bogatym, starym drzewostanie spotkać można m.in. dęby szypułkowe, lipy drobno listne, wiązy szypułkowe, jesiony, topole czarne i białe buki pospolite, platany, a także klony kasztanowce i graby. Na zachód od parku położony jest zespół zabudowań folwarcznych z przełomu XIX i XX w., w którym na szczególną uwagę zasługuje: murowana gorzelnia z 1907 r. stojąca na miejscu wcześniejszej, XIX-wiecznej, okazały pięciokondygnacyjny murowany spichlerz z początku XX w., stajnia wozownia i stolarnia.
Kaplica pałacowa, poewangelicka, neogotycka z początku XX w. Obecnie kaplica pw. Świętego Krzyża

## Zabytki wpisane do rejestru zabytków
- Drewniany kościół parafialny p.w. św. Andrzeja Ap.

zespół pałacowy, XIX–XX:
- pałac von Pfluga
- park

Zespół folwarczny:
- gorzelnia
- budynek gospodarczy (przy gorzelni)
- spichlerz

## Wykaz obiektów ujętych w wojewódzkiej ewidencji zabytków
- kościół drewn,. XVII, dobudź. Zakrystii 1731, pd kruchty 1756, odnowiony 1939
- plebania, mur., 1904, przebud. 1933 – 34,
- budynek gospodarczy, mur., pocz. XX,
- wikarówka, ob. dom nr 129, mur., k. XIX,
- szkoła I, mur., 1878,
- szkoła II, mur., 1912. przebud. 1989,
- Gościniec, mur., pocz. XX.
- ogrodzenie z bramą, mur., l. 80 XIX,

## Komunikacja
Drogowa: przez Brody przebiegają dwie główne drogi łączące Lwówek z Dusznikami oraz druga, którą można dojechać z Brodów do Pniew.
Autobusowa: komunikację autobusową zapewnia PKS Poznań.
Kolejowa: dawniej przez Brody przechodziła linia Opalenickiej Kolei Wąskotorowej, którą można było jechać w kierunku Lwówka lub Opalenicy. Ruch zawieszono w 1995.

## Edukacja
W Brodach znajduje się Zespół szkoły i przedszkola im. Jana Pawła II w Brodach, w którego skład wchodzi szkoła podstawowa oraz przedszkole.

## Sport
- Brody posiadają klub piłkarski Sparta Brody.
- W 1867 roku powstało Towarzystwo Gimnastyczne ''Sokół'' Brody

Obiekty:
- Pełnowymiarowe boisko piłkarskie należące do LZS-u
- Mniejsze boisko między blokami
- Przy budynku przedszkola znajduje się miniorlik, plac zabaw oraz siłownia zewnętrzna

Szlaki turystyczne
- Szlaki rowerowe

Brody z miastem Lwówek łączy asfaltowa ścieżka rowerowa, która powstała w miejscu dawnej kolejki wąskotorowej.